# Leki Dukpa
Leki Dukpa là một cầu thủ bóng đá người Bhutan, hiện tại thi đấu cho Thimphu City. Anh ra mắt lần đầu cho Đội tuyển bóng đá quốc gia Bhutan năm 2012.